# 安德里伊夫卡 (卡緬涅茨-波多利斯基區)
48°57′38″N 26°18′8″E / 48.96056°N 26.30222°E
安德里伊夫卡（烏克蘭語：Андріївка）是位於烏克蘭西部的村莊，由赫梅利尼茨基州裡卡緬涅茨-波多利斯基區的切梅里夫齊市鎮負責管轄。該村面積1.8平方公里，海拔高度255米，2001年人口726。安德里伊夫卡河流經這村，亦從村莊而命名。